# Dausenau

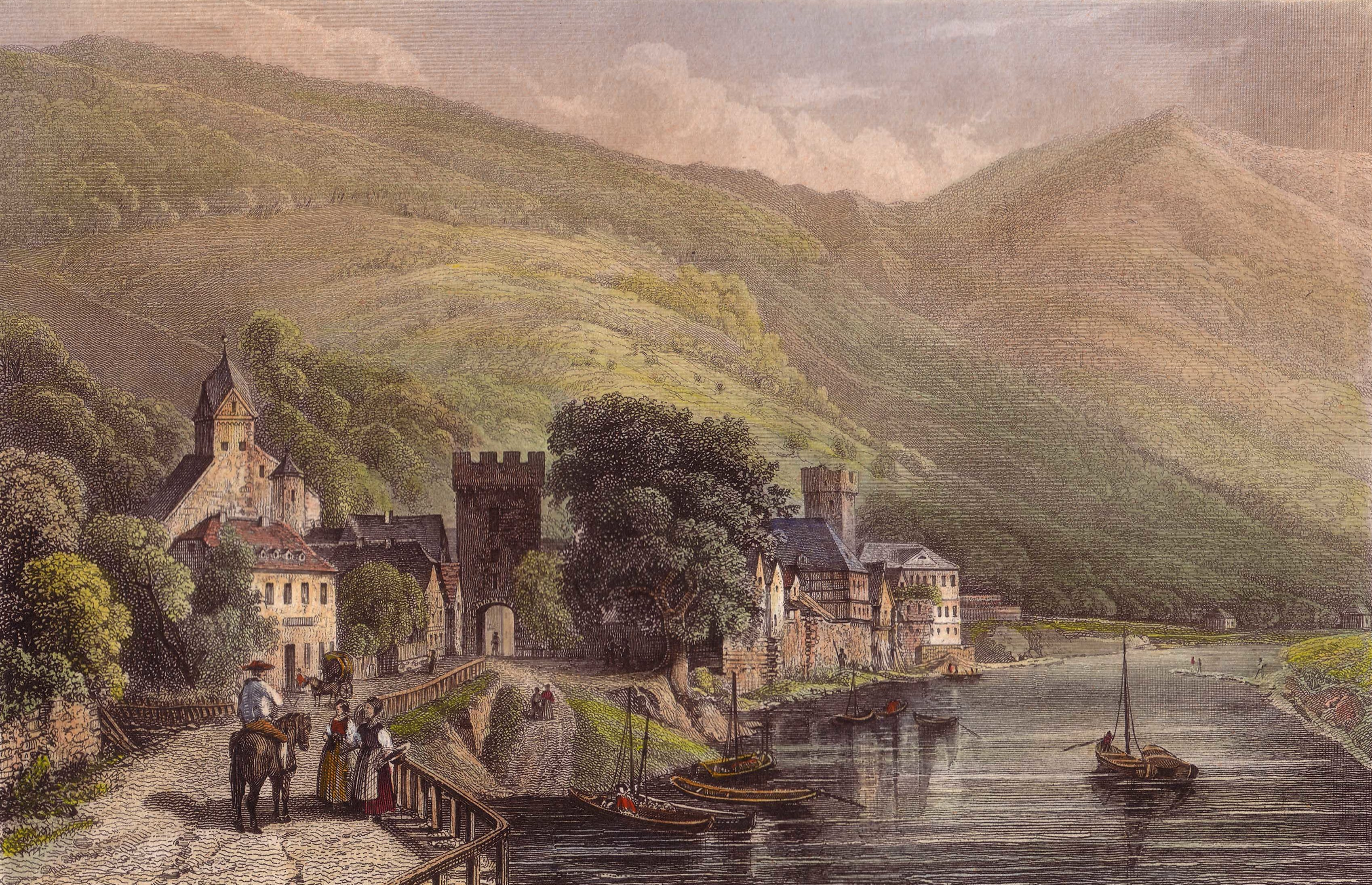
Colorierter Stahlstich, um 1844

Dausenau ist eine Ortsgemeinde im Rhein-Lahn-Kreis in Rheinland-Pfalz. Sie gehört der Verbandsgemeinde Bad Ems-Nassau an. Dausenau ist ein staatlich anerkannter Erholungsort.

## Geographie
Der Ort liegt zwischen Nassau und Bad Ems, beiderseits des Unterlaufs der Lahn, knapp 17 Kilometer oberhalb der Mündung des Flusses in den Rhein.  Der historische, von einer Stadtmauer umgebene Ortskern erstreckt sich entlang des rechten, nördlichen Ufers und hat sich zu beiden Seiten des kleinen Unterbachs entwickelt, der dort in die Lahn mündet. Da der Fluss hier die Grenze zwischen dem Westerwald im Norden und dem Taunus im Süden bildet, gehört das Ortsgebiet zu diesen beiden Teilen des Rheinischen Schiefergebirges.

## Geschichte
Dausenau wurde 1234 erstmals als „Duzenowe“ urkundlich erwähnt. Bereits bei der Prima divisio im Jahr 1255 wurde der Ort zwischen der ottonischen und der walramischen Linie des Hauses Nassau geteilt. Es folgten weitere Aufsplitterungen der Besitzrechte unter den vielen Linien der Nassauer und mehrere Verpfändungen der Teilbesitzungen. Dies führte auch dazu, dass die Bewohner des Orts nicht als Leibeigene angesehen wurden, sondern als persönlich freie Vogtleute. Erst im 17. Jahrhundert scheinen Teile der Einwohnerschaft in die Leibeigenschaft gefallen zu sein. Von 1806 an stand Dausenau mit der Gründung des Herzogtums Nassau wieder unter einer einzigen Landesherrschaft. Die Nassau-Idsteiner besaßen an der Kirche ein Festes Haus, von dem 1663 aber nur noch ein freier Platz an der Kirche in nassau-idsteinischem Besitz übriggeblieben war. Aus Dausenau stammte zumindest eine niederadlige Familie, die in der Regel in nassauischen Diensten stand. Sie ist aber nur lückenhaft zwischen 1431 und der Wende vom 17. zum 18. Jahrhundert nachweisbar.
Stadtrechte erhielt der Ort 1348 durch Kaiser Karl IV., diese gingen jedoch im Lauf der Zeit wieder verloren. Eine erste Befestigung wird bereits 1324 erwähnt, 1359 veranlasste Graf Johann von Nassau zeitgleich mit der Zerstörung von Burg Neu-Langenau durch das Erzstift Trier den weiteren Ausbau. Ein Plan, der im Jahr 1776 nach der Vernichtung des Nordwestteils Dausenaus durch einen Brand entstand, zeigt eine für die Größe der Ansiedlung ungewöhnlich stark ausgebaute Ringmauer mit vier befestigten Pforten, von denen zwei mit Türmen gesichert waren, und vier weiteren Türmen. Bis heute ist die gut erhaltene Mauer eine Sehenswürdigkeit des Orts. 1490 ist ein städtisches Spital erwähnt, das noch bis 1816 in Gestalt eines Spitalfonds fortbestand.
Spätestens Mitte des 14. Jahrhunderts war Dausenau Sitz eines Gerichts, das im 17. und frühen 18. Jahrhundert auch für Kemmenau, Zimmerschied und zumindest im 17. Jahrhundert auch für Teile von Bad Ems zuständig war. Ein Schultheiß und ein Bürgermeister sind von 1413 an nachgewiesen.
Kirchlich war Dausenau zunächst der Pfarrei Ems zugeordnet, die wohl schon seit dem 9. Jahrhundert bestand. Das Kirchengebäude im Ort wird im Jahr 1319 erstmals erwähnt. Sein Westturm lässt sich dendrochronologisch auf jüngstens 1179 datieren. Dokumente aus dem Jahr 1321 belegen die beginnende Abtrennung einer eigenständigen Pfarrei in Dausenau von der Mutterkirche in Ems, die aber erst im Jahr 1400 mit der Zustimmung von Papst Bonifatius IX. offiziell verfügt und 1413 durch die Trennung aller Rechte abgeschlossen wurde. Spätestens 1544 war die Reformation im Ort eingeführt, der durchgehend lutherisch blieb. Letztmals wurde 1547 ein katholischer Pfarrer bestellt, der seinen Dienst wohl nicht mehr antrat. Weitere Bestandteile des Kirchspiels waren Zimmerschied und das Hofgut Mauch sowie bis 1821 Teile von Kemmenau und Bad Ems. Als Ersatz für den nicht mehr lokalisierbaren älteren Pfarrhof entstand 1604 ein Pfarrhaus im Osten des Orts und 1828 ein Neubau an der Straße nach Nassau. Eine Schule, wohl für das gesamte Kirchspiel zuständig, wird 1555 erstmals erwähnt. Sie befand sich am Friedhof, bevor 1833 ein neues Schulhaus am Ortsausgang nach Nassau fertiggestellt wurde. Juden sind in Dausenau erstmals 1665 nachgewiesen.
In der kurzen spätmittelalterlichen Blüte der Stadt bestanden vielfältige Handwerksbetriebe. 1718 wurde eine wohl nahezu alle Berufsgruppen umfassende Zunft erwähnte, 1748 eine spezielle Zunft für Bäcker, Bötcher, Bierbrauer und Metzger. In der Ortsgemarkung wurde eine ungewöhnlich große Zahl von Mühlen betrieben. Die erste von ihnen wird 1416 erstmals erwähnt, die letzte, die Kastormühle, war bis in das frühe 20. Jahrhundert hinein in Betrieb. Von 1698 an bis ins 19. Jahrhundert wurde bei Dausenau Kupfer abgebaut. Spätestens 1708 bestand eine Kupferhütte zur Verarbeitung des abgebauten Erzes, die aber kurz nach 1720 ihren Betrieb wegen der geringen Erträge des Bergbaus einstellte. Die 1937 gegründete Schaltgerätefabrik Klöckner-Moeller war lange der bedeutendste Industriebetrieb am Ort. Sie stellte vor allem Thermostate für Kühlgeräte her. Heute ist der Standort Teil von Eaton Industries. Bis 1991 wurde in Dausenau Wein angebaut.
1651 ist eine ständig vorhandene Fähre über die Lahn mit Fährhaus erwähnt.  Von der 1863 an der gegenüberliegenden Flussseite in Betrieb genommenen Lahntalbahn profitierte Dausenau erst von 1902 an mit dem Bau einer Brücke über die Lahn. 1903 wurde ein provisorischer Bahnhalt eingerichtet, 1916 das reguläre Bahnhofsgebäude. Der Brückenbau ermöglichte eine Ausweitung der Ortsbebauung auf die linke Flussseite. 1949 wurde die Brücke erneuert.
Die älteste Erhebung der Einwohnerschaft berichtet im Jahr 1629 von 36 Ehen, drei Witwern und vier Witwern im Ort. 1643 ist von 143 Einwohnern die Rede, 1665 von 286 Einwohnern, 1819 von 501, 1885 von 769, 1912 von 749, 1939 von 798 und 1950 von 997 Einwohnern.
Historisch gehörte auch das 1344 erstmals erwähnte Hofgut Mauch zu Dausenau. Heute ist es der Nachbargemeinde Misselberg zugeordnet.

### Wüstungen
Dausenau links der Lahn wird im Jahr 1324 erwähnt. Ein Gemarkungsname deutet darauf hin, dass damals eine Brücke über den Fluss bestand. Offenbar ging der Ort aber mit den Stadtrechten für die Siedlung rechts der Lahn und deren folgendem Aufstieg ein. An seiner Stelle entstand von 1902 an ein neuer linkslahnischer Ortsteil.
Dornhof, ein Hofgut oder kleines Dorf, das 1563 erstmals erwähnt wird, befindet sich heute wohl in der Gemarkung des Nachbarorts Hömberg. Schon für 1606 wird die Ansiedlung als unbewohnt verzeichnet.
Bruchhausen lag vermutlich zwischen Hömberg und Zimmerschied. Ein Dokument aus dem Jahr 1398 erwähnt den Ort. 1476 scheint er aber bereits wüst gewesen zu sein. Die Gemarkung ging an Zimmerschied über.
Ködingen lag nordöstlich von Hömberg. Der Ort wurde 1344 erstmals erwähnt und 1643 als abgegangen bezeichnet.
Ranzenstein lag lahnabwärts und damit südwestlich von Dausenau am Hasenberg. Der Ort ist nur in der zweiten Hälfte des 14. Jahrhunderts erwähnt. Sein rechtslahnischer Teil gehörte zu Dausenau, der linkslahnische zu Oberlahnstein.
Die Neumark war ein Gebiet zwischen Kemmenau und Welschneudorf nördlich von Dausenau. Die drei dort vorhandenen Dörfer Embtenrod, Zweihausen und Neuhaus waren wohl schon zwischen der zweiten Hälfte des 16. Jahrhunderts und dem frühen 17. Jahrhundert wüst gefallen. Embtenrod war Teil des Gerichtsbezirks Ems, die beiden anderen Orte des Gerichts Dausenau. Entsprechend wurden die Gemarkungen der früheren Orte zwischen Ems und Dausenau aufgeteilt.

## Politik

### Gemeinderat
Der Gemeinderat in Dausenau besteht aus 16 Ratsmitgliedern, die bei der Kommunalwahl am 9. Juni 2024 in einer personalisierten Verhältniswahl gewählt wurden, und der ehrenamtlichen Ortsbürgermeisterin als Vorsitzender.
Die Sitzverteilung im Gemeinderat:
| Wahl | SPD | CDU | WGR | Gesamt   |
| ---- | --- | --- | --- | -------- |
| 2024 | 8   | 2   | 6   | 16 Sitze |
| 2019 | 7   | 2   | 7   | 16 Sitze |
| 2014 | 6   | 3   | 7   | 16 Sitze |
| 2009 | 7   | 3   | 6   | 16 Sitze |
| 2004 | 7   | 5   | 4   | 16 Sitze |

### Bürgermeister
Ortsbürgermeisterin von Dausenau ist Michelle Wittler (SPD). Bei der Direktwahl am 26. Mai 2019 setzte sie sich mit einem Stimmenanteil von 51,17 % gegen den bisherigen Amtsinhaber Jochen Schneider (FWG) durch. Bei der Direktwahl am 9. Juni 2024 wurde sie gegen zwei Mitbewerber mit 58,1 % für weitere fünf Jahre in ihrem Amt bestätigt.

### Wappen
Das Gemeindewappen zeigt den Löwen von Nassau. Es besteht in der heutigen Form seit 1937.

## Kultur und Sehenswürdigkeiten

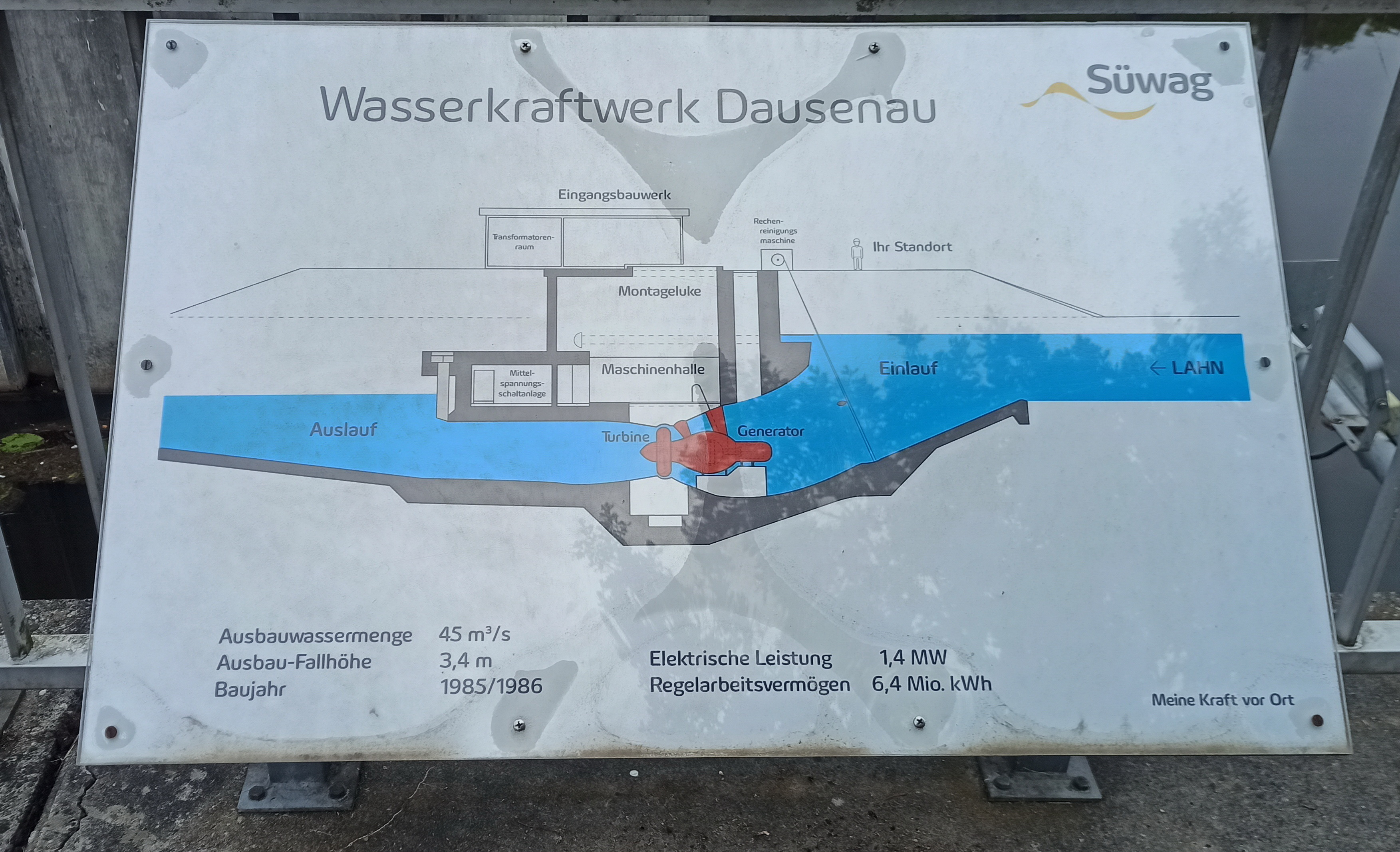
Infotafel Wasserkraftwerk Dausenau (2022)

Sehenswert ist die St. Kastor-Kirche, deren romanischer Turm um 1179 errichtet wurde. Die frühgotische dreischiffige Staffel-Emporen-Hallenkirche entstand im 2. Jahrzehnt des 14. Jahrhunderts. In der Kirche befinden sich Wandmalereien aus dem 14. und 16. Jahrhundert, die 1902 rekonstruiert wurden, sowie ein Flügelaltar aus der Zeit um 1500 mit Figuren der Patrone und Tafelbildern aus dem Marienleben. Bei Restaurierungs- und Renovierungsarbeiten wurden Anfang der 1990er Jahre verschiedene Gräber in der Kirche gefunden. Neben verschiedenen Schmuckteilen wurde auch das Fragment einer Jakobsmuschel gefunden. Auf dem Kirchenspeicher gibt es Hinweise auf eine Pilgerherberge.
Die mittelalterliche Ringmauer ist noch weitgehend erhalten. Von den Türmen der Stadtbefestigung stehen noch der Torturm und der Schiefe Turm, der Letztere neigte sich im 19. und 20. Jahrhundert und wurde 1950 um ca. 7,50 m abgebrochen. Stümpfe von 5 weiteren Türmen sind erhalten.
Direkt neben dem Torturm befindet sich die 1100 Jahre alte Gerichtseiche mit einem Brusthöhenumfang von 8,10 m (2014).
Das im spätgotischen Stil erbaute „Alte Rathaus“ aus dem Jahre 1434 gilt als das zweitälteste Fachwerkrathaus Deutschlands.
Ein Fachwerkhaus von 1650 beherbergt Dausenaus historisch überliefertes Wirtshaus an der Lahn.
Auf dem Gemeindegebiet befindet sich flussabwärts vom Ortskern das Wasserkraftwerk und die Schleuse Dausenau. Das Kraftwerk wurde 1985/86 bei Stromkilometer 122,4 erbaut und ist mit einer 1,4 Megawatt-Kaplan-Turbine ausgestattet. Laut Betreiber werden damit im Durchschnitt jährlich 6,4 Millionen Kilowattstunden Strom erzeugt (vgl. Infotafel).

## Bilder

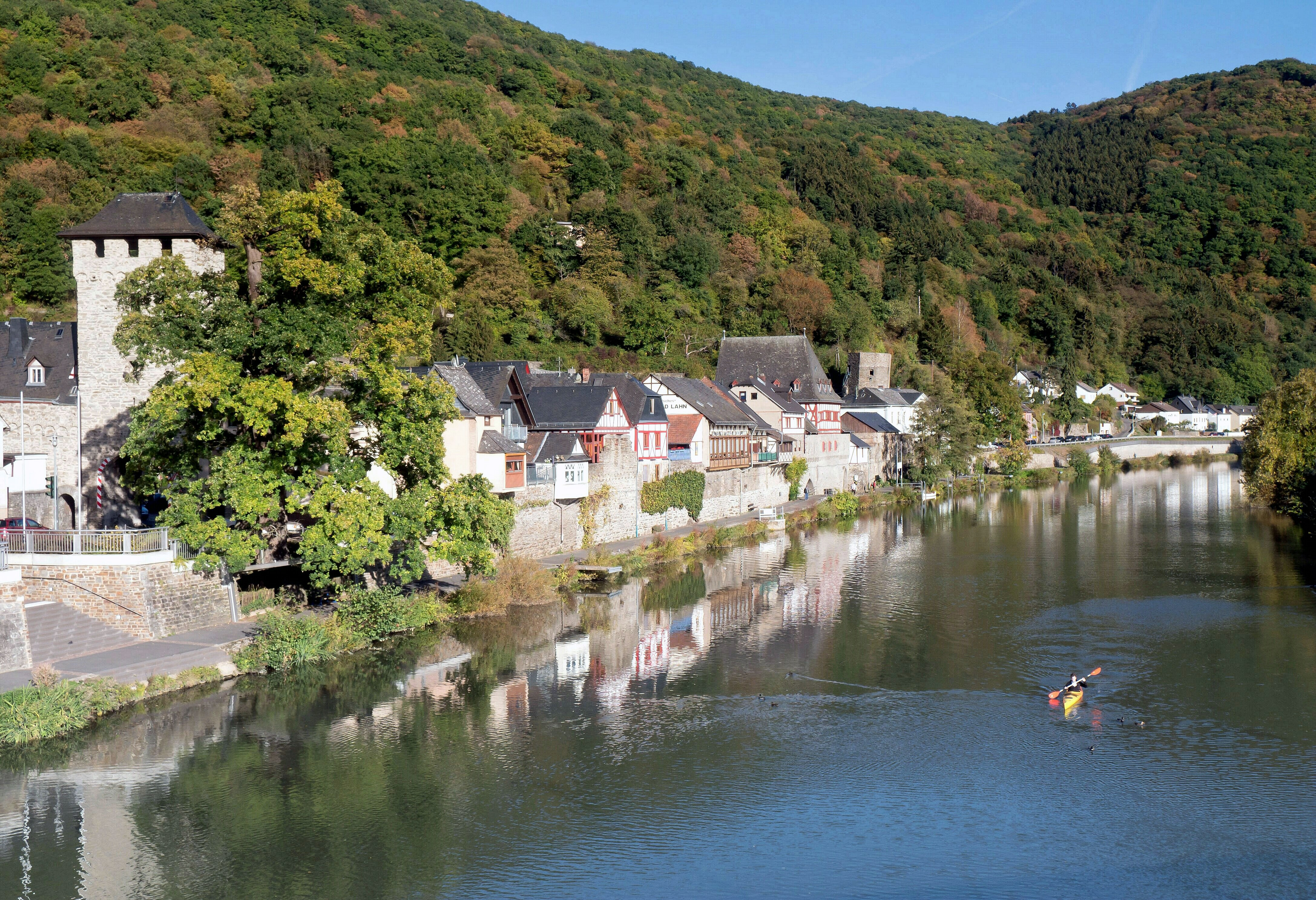
Blick über die Lahn auf den Ort, im Vordergrund die alte Gerichtseiche
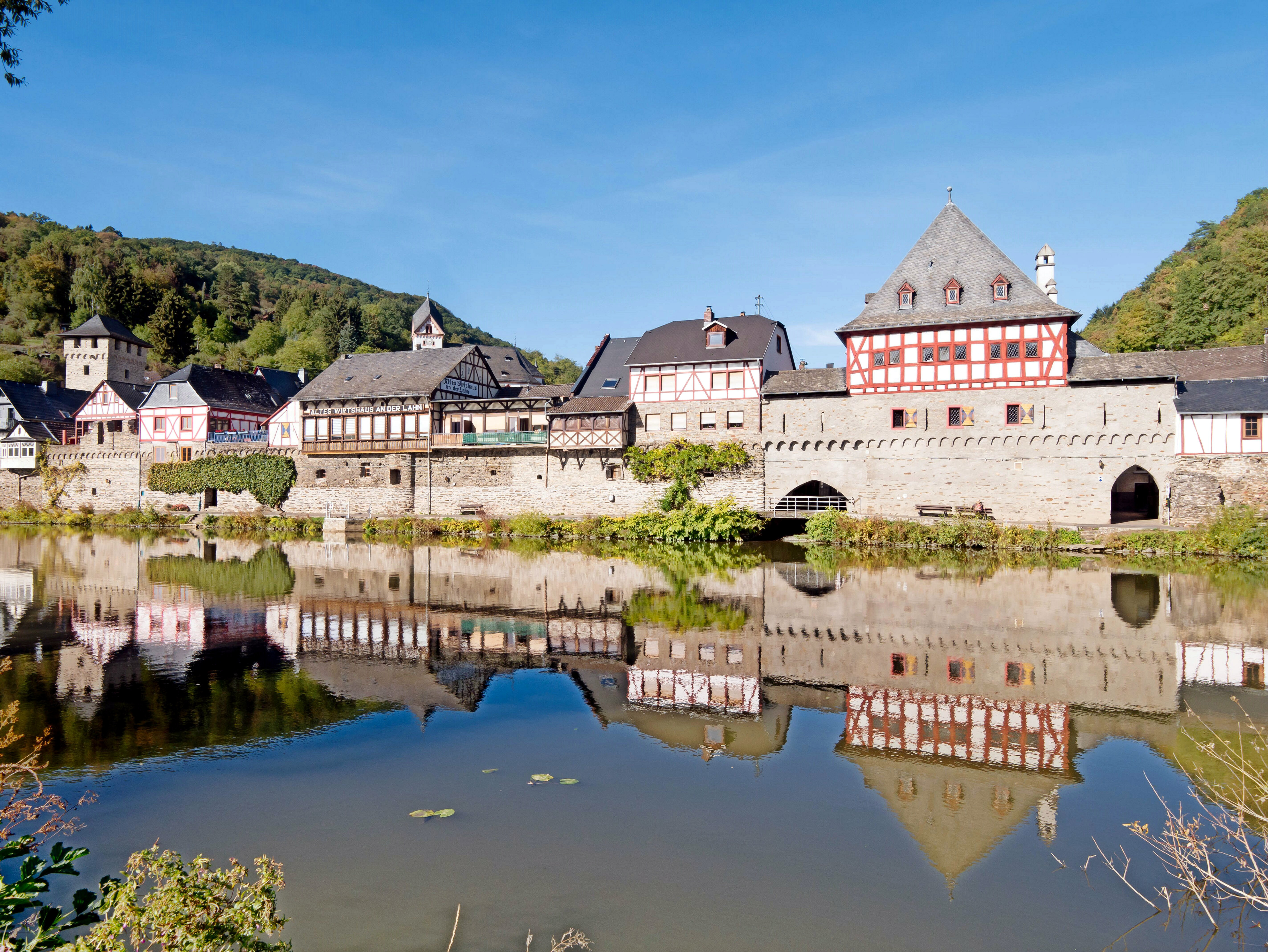
Malerisch liegt der Ort unmittelbar an der Lahn
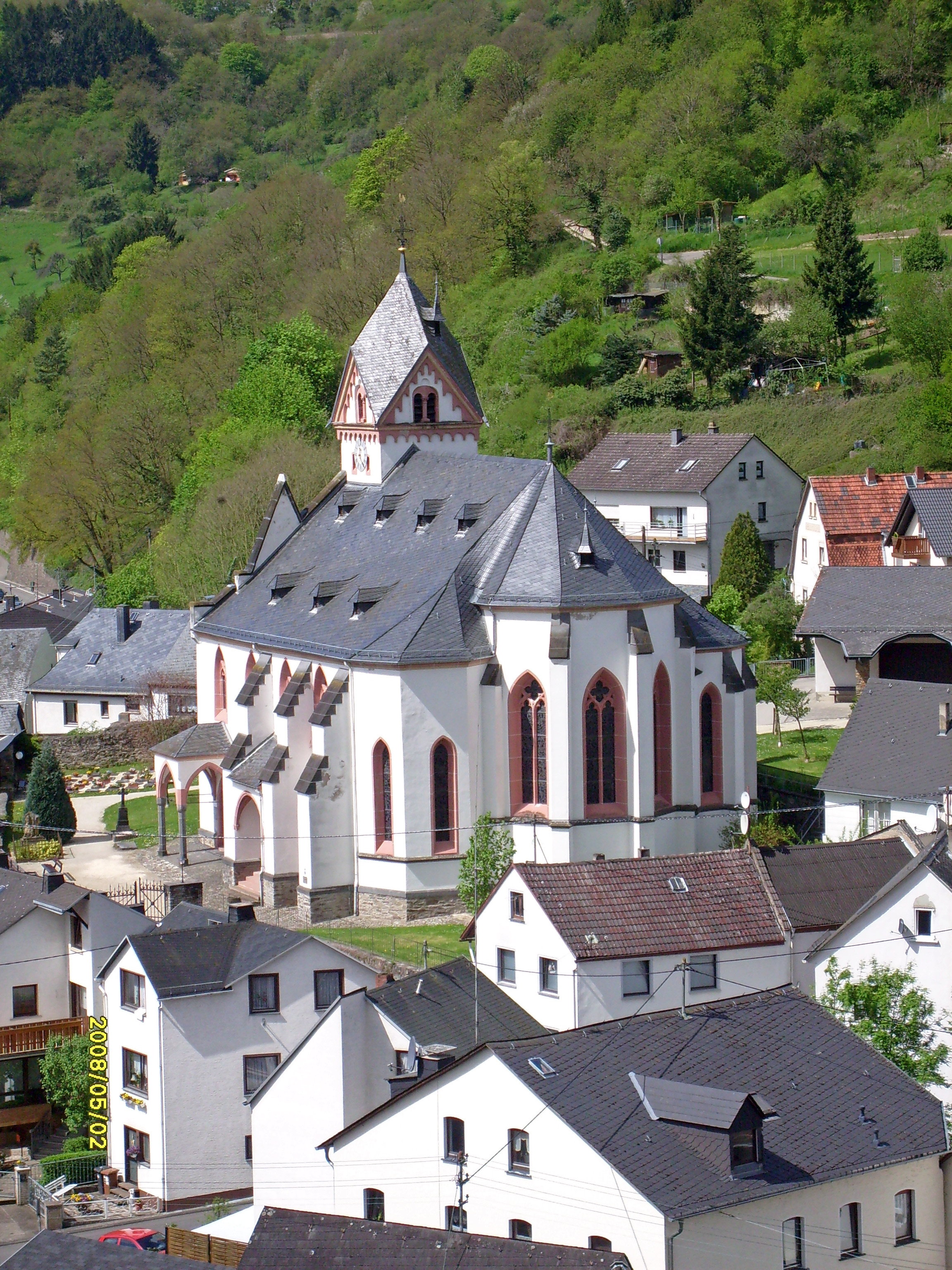
Evangelische Kirche St. Kastor
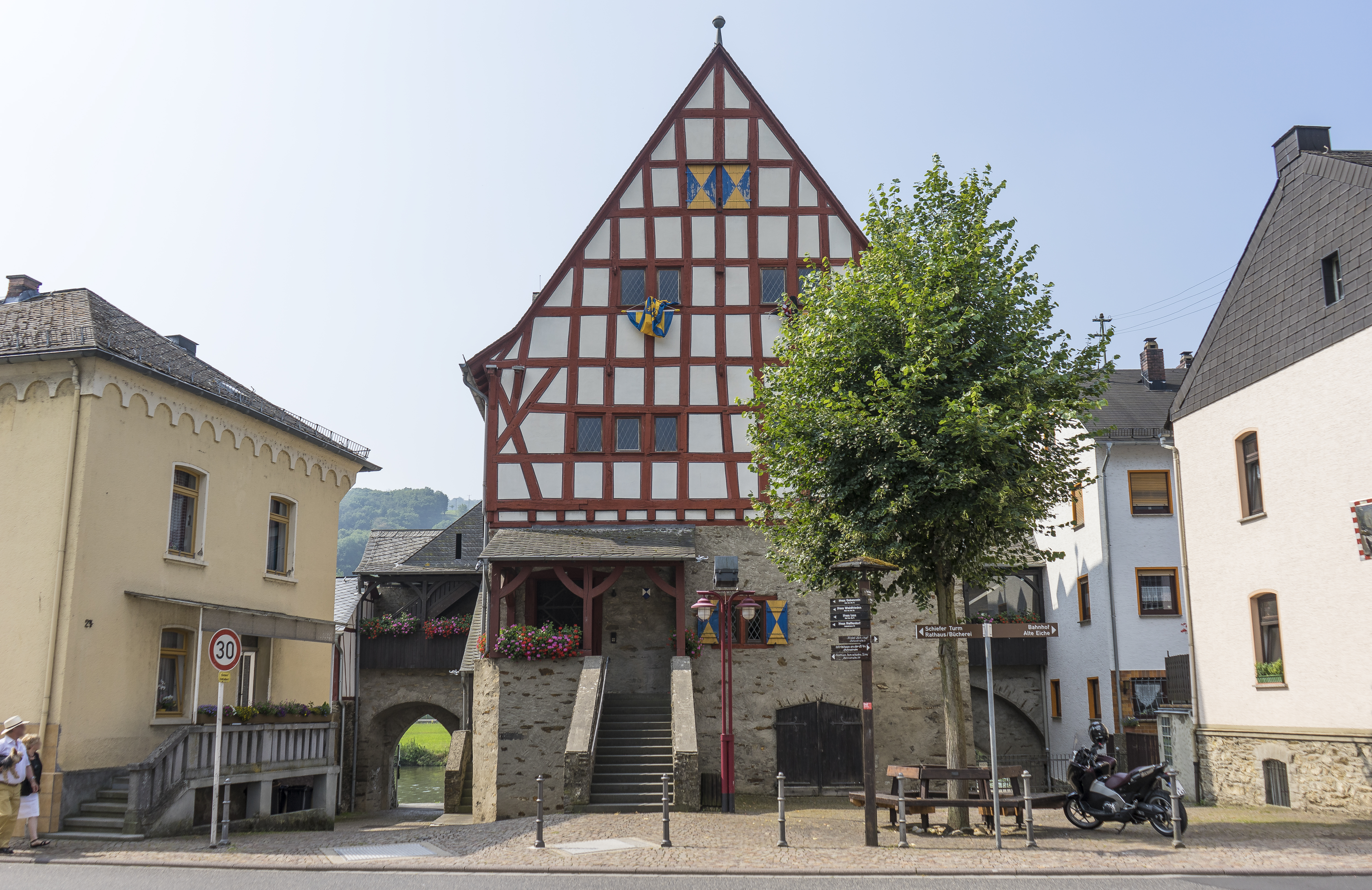
Altes Rathaus Dausenau
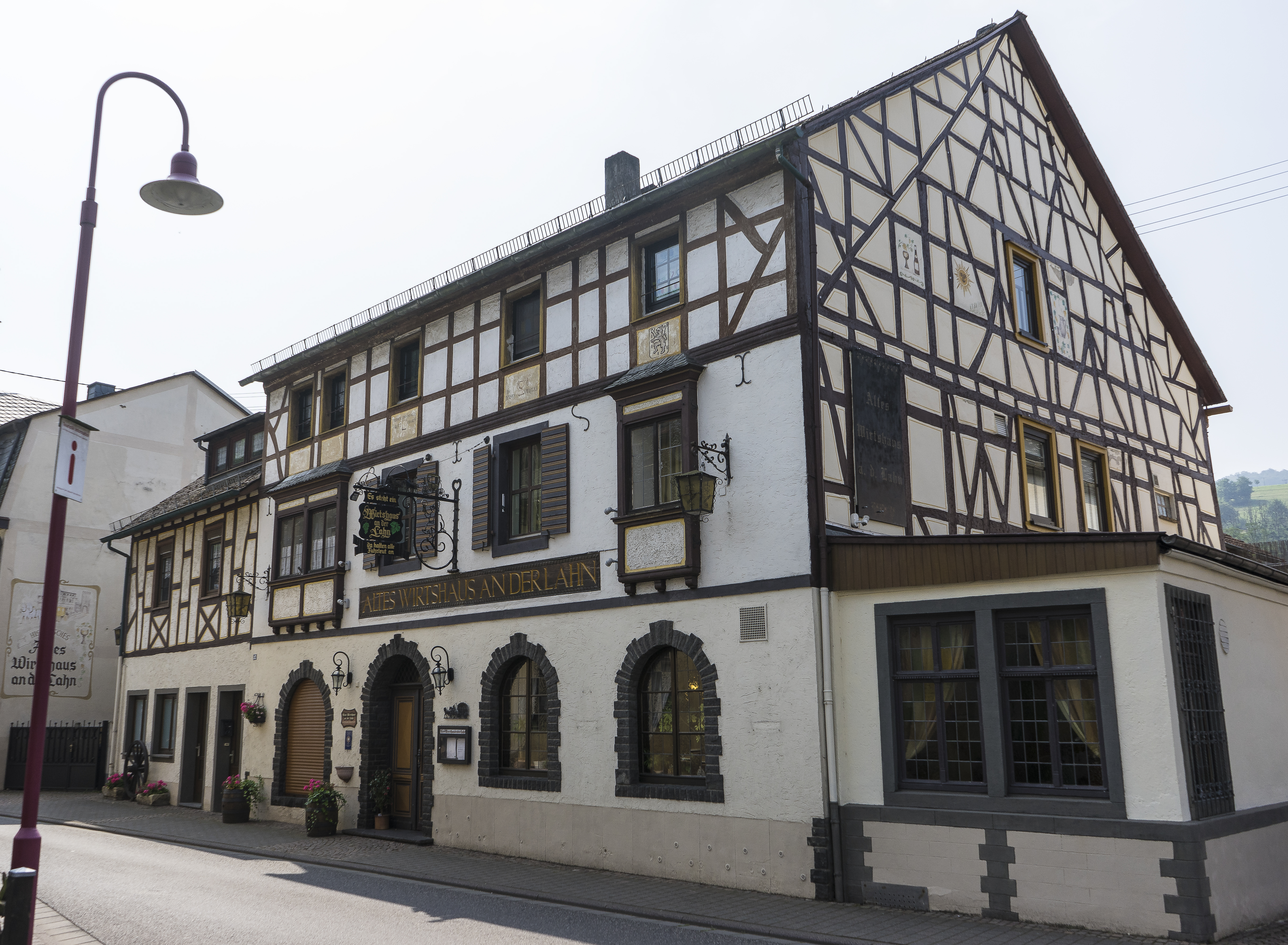
Wirtshaus an der Lahn
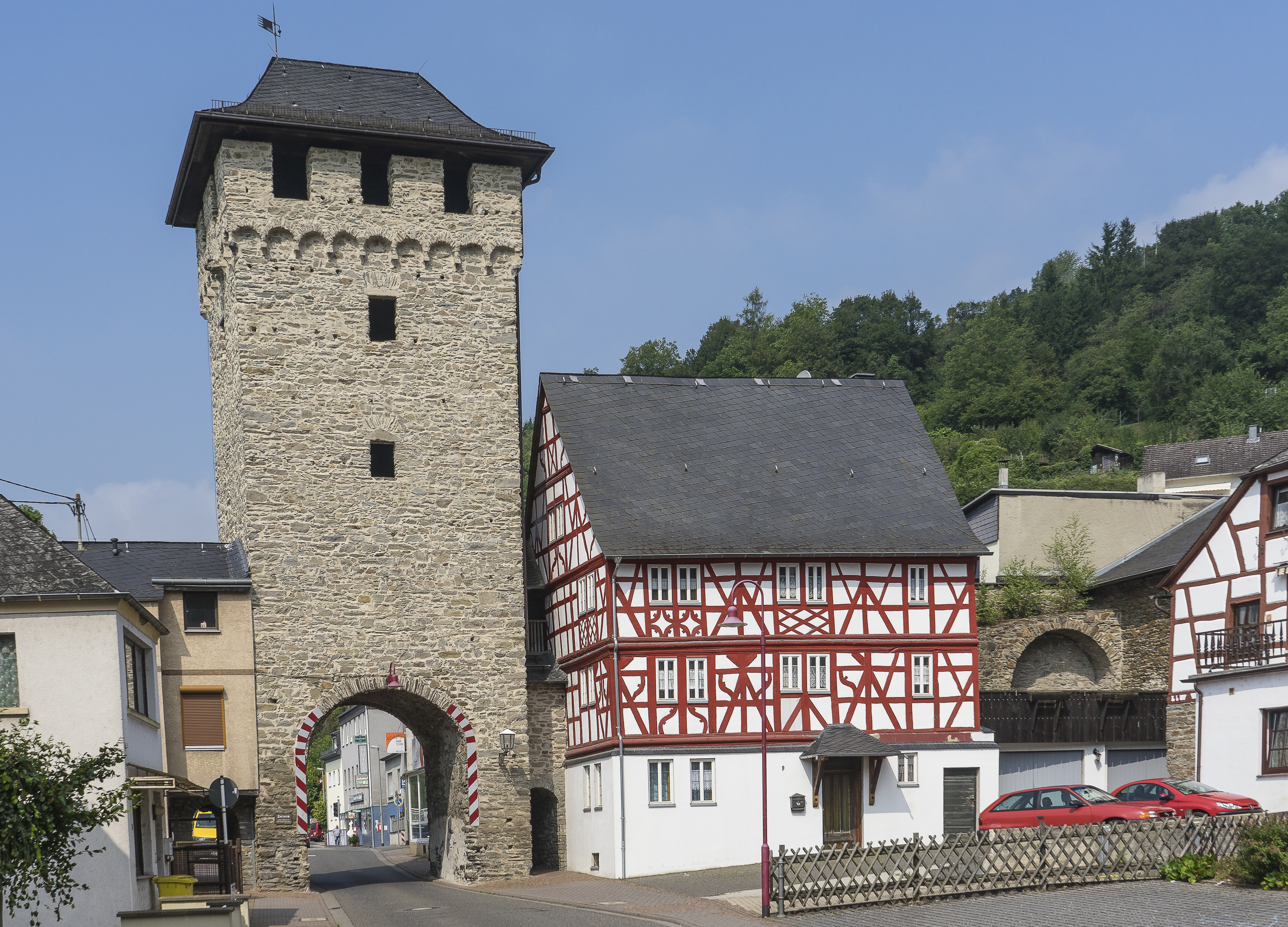
Westlicher Torturm
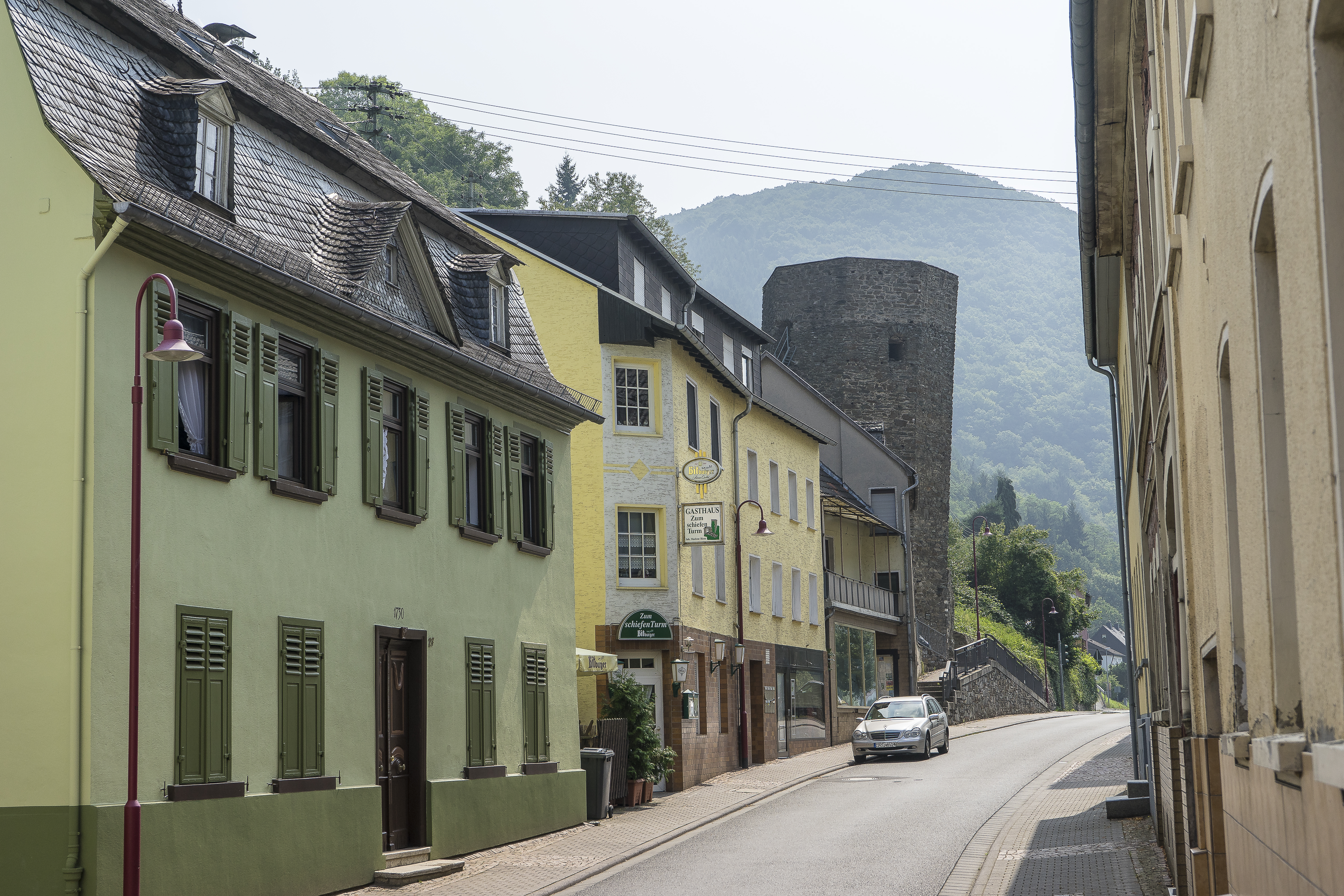
Lahnstraße in Richtung Osten; im Hintergrund der „Schiefe Turm“

Siehe auch: Liste der Kulturdenkmäler in Dausenau

## Verkehr

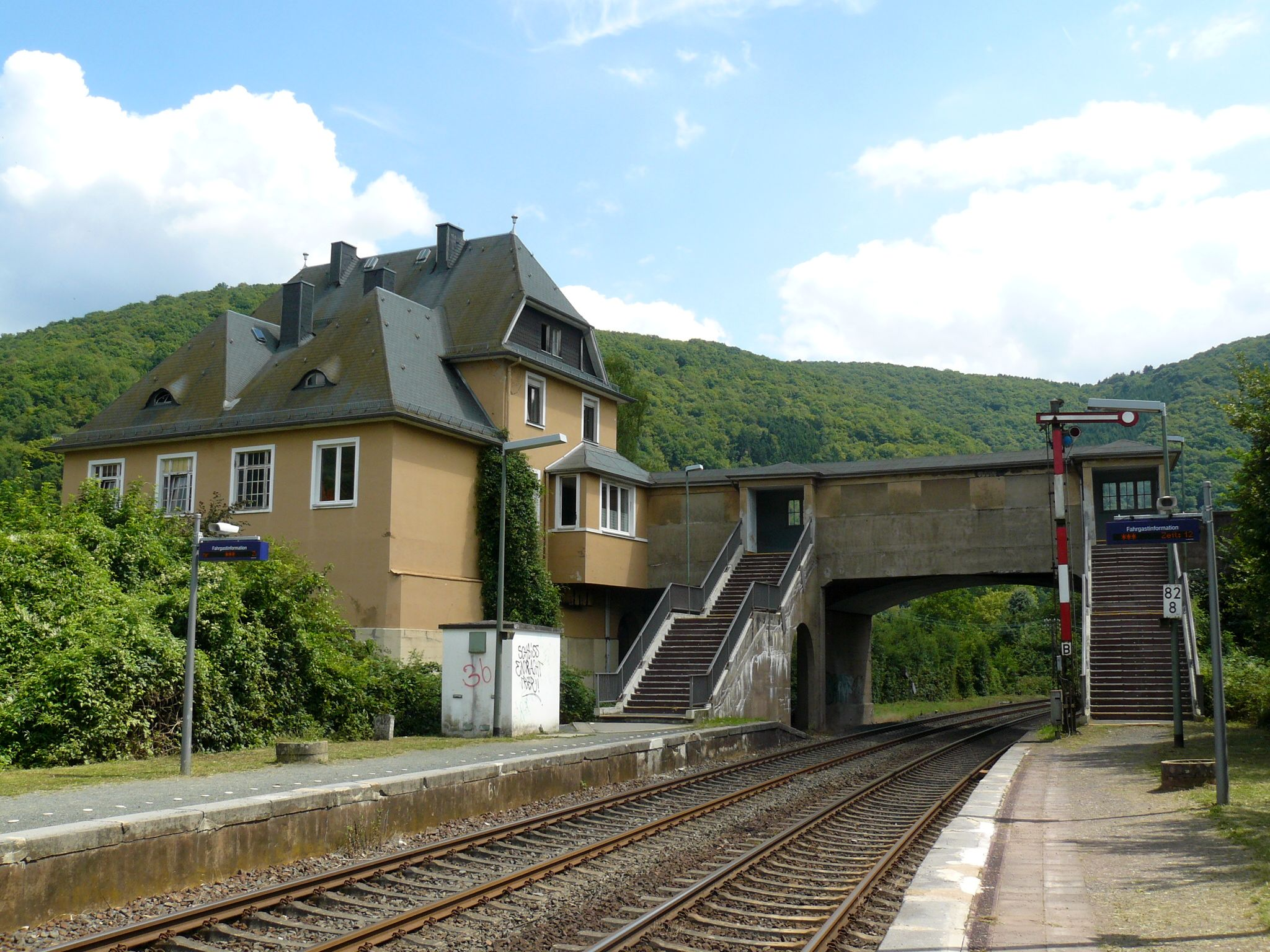
Der Bahnhof Dausenau an der Lahntalbahn

Dausenau verfügt über einen Haltepunkt an der Lahntalbahn, auf welcher die Züge der Regionalbahnlinie RB 23 (Limburg(Lahn)–Diez–Bad Ems–Koblenz–Andernach–Mendig–Mayen Ost) der Deutschen Bahn DB täglich im Stundentakt verkehren.

## Persönlichkeiten

### In Dausenau geboren
- Wilhelm Bruchhäuser (1895–1976), Politiker, Landrat des Kreises Neuwied und Lyriker
- Waldemar Schütz (1913–1999), Politiker (DRP, NPD), Mitglied des Niedersächsischen Landtags, Verleger rechtsextremistischer Literatur

### Mit Dausenau verbunden
- Anna Dogonadze (* 1973), Olympiasiegerin 2004 in Athen im Trampolinturnen, mehrfache Welt- und Europameisterin, vielfache Deutsche Meisterin im Trampolinturnen